# Río Estena
El río Estena es un río del centro de la península ibérica perteneciente a la cuenca hidrográfica del Guadiana, que discurre por las provincias españolas de Toledo, Ciudad Real y Badajoz.

## Curso
Nace en los Montes de Toledo, a los pies del Pico Rocigalgo, y desemboca en el embalse de Cíjara, donde confluye con el río Guadiana. Tiene una longitud de 77,07 km y drena una cuenca de 578,8 km². Sus principales afluentes son los ríos Frío, que nace en la cara sur del Rocigalgo y se une al Estena tras recorrer unos 17 km, y el Estomiza y el Estenilla que se unen al Estena ya en el embalse del Cíjara. En su curso atraviesa el parque nacional de Cabañeros abriéndose paso a través del Boquerón del Estena.
Aparece descrito en el séptimo volumen del Diccionario geográfico-estadístico-histórico de España y sus posesiones de Ultramar de Pascual Madoz de la siguiente manera:

ESTENA: r. en la prov. de Ciudad-Real, part. jud. de Piedrabuena: nace en el puerto de Robledo-hermoso á 1 1/2 leg. de Navas de Estena, entre dos enormes y montuosas montañas, llamadas Sierra de la Parrilla y Sierra de Muelas , en dirección al E. , cuyo curso cambia poco despues al O. ; y sin bañar pueblo alguno , pues el mas inmediato, que es Navas de Estena se halla á 1/4 leg., ni tener puentes, se une al Guadiana, despues de haber corrido 7 leg.
(Madoz, 1847, p. 605)

## Flora y fauna
En la Zona Especial de Conservación (ZEC) "Estena" son de gran importancia los bosques de encina (Quercus ilex), junto con los bosques de galería de Salix alba, Populus alba y Fraxinus angustifolia en los fondos de valle. En cuanto a los taxones, destaca la presencia de especies piscícolas autóctonas. Otros taxones presentes son la nutria, la mariposa doncella de ondas y una buena representación de anfibios y reptiles, entre los que aparecen sapillo pintojo, galápago europeo y galápago leproso.